# 1597 Laugier
Laugier (asteróide 1597) é um asteróide da cintura principal, a 2,5899532 UA. Possui uma excentricidade de 0,0897056 e um período orbital de 1 752,92 dias (4,8 anos).
Laugier tem uma velocidade orbital média de 17,65784558 km/s e uma inclinação de 11,80182º.
Esse asteróide foi descoberto em 7 de março de 1949 por Louis Boyer.